# Cyclassics Hamburg 2007

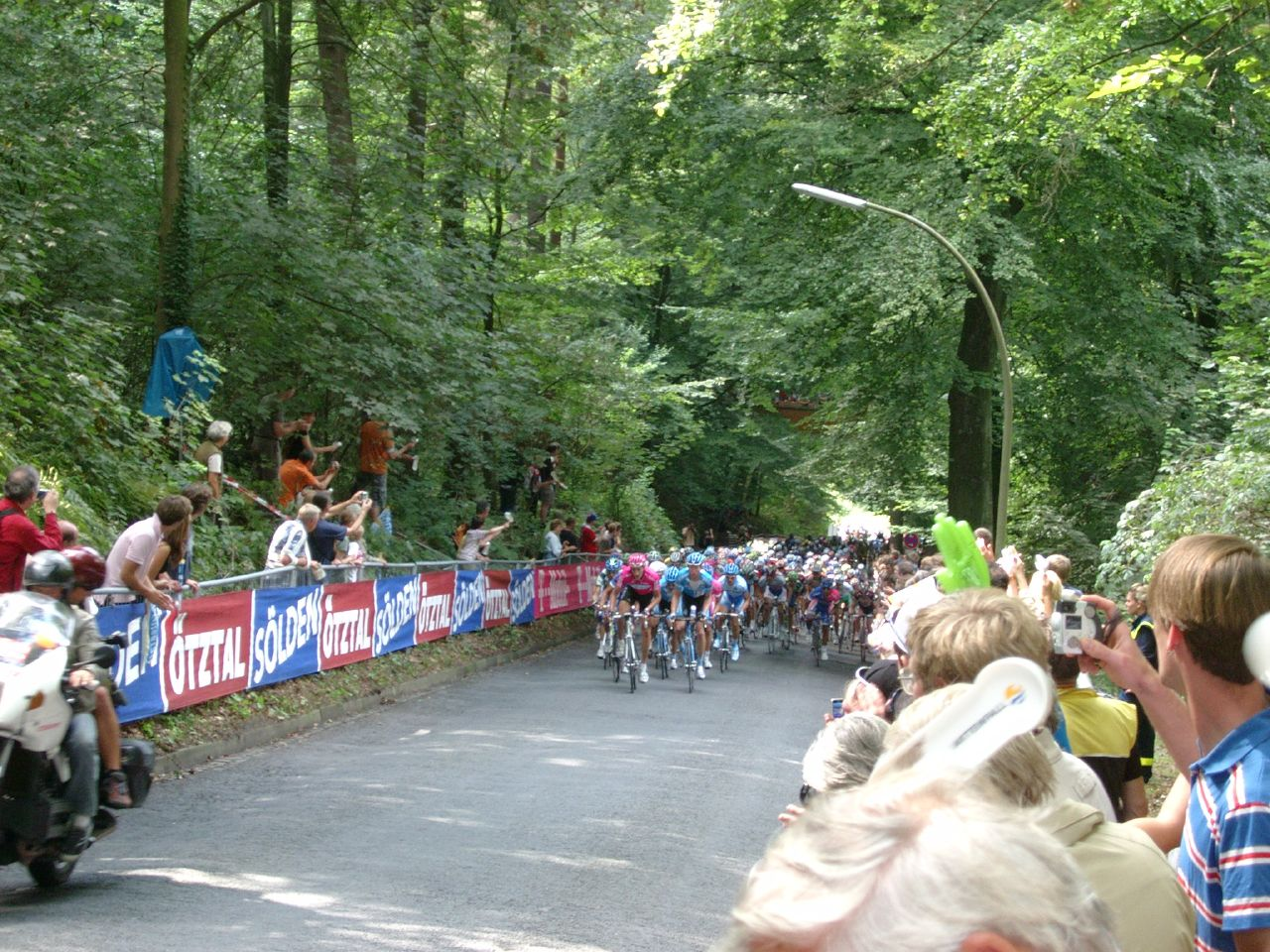
Beklimming Waseberg in de Vattenfall Cyclassic 2007

De 12de editie van de Vattenfall Cyclassics werd gehouden op 19 augustus 2007 in en om Hamburg, Duitsland. Het was de tweede editie die onder de naam Vattenfall Cyclassics wordt verreden, voorheen heette de wedstrijd HEW Cyclassics.

## Verloop
De wedstrijd wordt gekenmerkt door een lange vlucht van drie renners: Gerben Löwik, Luke Roberts en Floris Goesinnen. Zij worden pas teruggehaald door het peloton op iets minder dan 20 kilometer van de finish.
Bij de laatste beklimming van de Waseberg scheidt zich een groepje van vier renners af. Ze komen echter niet weg, en een grote groep renners kan terugkeren. Kleine groepjes proberen weg te komen, waarbij de activiteit van Jens Voigt opvalt. Ondertussen is ex-Wereldkampioen Tom Boonen betrokken bij een valpartij achter in het peloton.
Gedurende de laatste tien kilometers proberen Simon Gerrans en Vladimir Goesev het peloton nog te verschalken. Ze krijgen nooit een grote voorsprong en worden op twee kilometer van de meet bijgehaald door het peloton, aangevoerd door de Rabobankploeg die een treintje vormt voor Óscar Freire. Een peloton dat lichtelijk gehavend is door een valpartij waarbij een aantal renners tegen wegenwerken botsten.
Op een kilometer van de meet blijkt dat het treintje te snel is opgerookt, aangezien Alessandro Ballan vrij gemakkelijk het peloton uit het wiel rijdt. De laatste Rabobankrenner Mathew Hayman kan het tempo niet aan. Uiteindelijk pakt de Italiaan een tiental meters, om uiteindelijk met een tiental centimeters de ex-Wereldbekerklassieker te winnen.
In de reactie op zijn winst zei de Italiaan dat hij niet de intentie had om te winnen, aangezien hij de sprint wilde aantrekken voor zijn kopman Daniele Bennati.

## Uitslag
| rang | renner            | ploeg                | tijd      | UCI ProTour Punten |
| ---- | ----------------- | -------------------- | --------- | ------------------ |
| 1    | Alessandro Ballan | Lampre-Fondital      | 5u 21'05" | 40                 |
| 2    | Óscar Freire      | Rabobank             | z.t.      | 30                 |
| 3    | Gerald Ciolek     | Team T-Mobile        | z.t.      | 25                 |
| 4    | Danilo Napolitano | Lampre-Fondital      | z.t.      | 20                 |
| 5    | Erik Zabel        | Team Milram          | z.t.      | 15                 |
| 6    | Davide Rebellin   | Team Gerolsteiner    | z.t.      | 11                 |
| 7    | Paolo Bettini     | Quickstep-Innergetic | z.t.      | 7                  |
| 8    | Greg Van Avermaet | Predictor-Lotto      | z.t.      | 5                  |
| 9    | Peter Wrolich     | Team Gerolsteiner    | z.t.      | 3                  |
| 10   | Olaf Pollack      | Wiesenhof-Felt       | z.t.      |                    |
| 11   | David Millar      | Saunier Duval        | z.t.      |                    |
| 12   | Manuele Mori      | Saunier Duval        | z.t.      |                    |
| 13   | William Bonnet    | Crédit Agricole      | z.t.      |                    |
| 14   | Martin Elmiger    | AG2R                 | z.t.      |                    |
| 15   | Matti Breschel    | Team CSC             | z.t.      |                    |

## Trivia
- De ploeg Astana deed aan deze wedstrijd niet mee. Het Kazachs-Zwitserse team had besloten in de maand augustus geen ProTour-wedstrijden meer te rijden.

1996 · 
1997 · 
1998 · 
1999 · 
2000 · 
2001 · 
2002 · 
2003 · 
2004 · 
2005 · 
2006 · 
2007 · 
2008 · 
2009 · 
2010 · 
2011 · 
2012 ·
2013 · 
2014 ·  
2015 ·  
2016 ·  
2017 · 
2018 · 
2019 · 
2020 · 
2021 · 
2022 · 
2023 ·
2024 ·
2025
 Parijs-Nice · 
 Tirreno-Adriatico · 
 Milaan-San Remo · 
 Ronde van Vlaanderen · 
 Ronde van het Baskenland · 
 Gent-Wevelgem · 
 Parijs-Roubaix · 
 Amstel Gold Race · 
 Waalse Pijl · 
 Luik-Bastenaken-Luik · 
 Ronde van Romandië · 
 Ronde van Italië · 
 Ronde van Catalonië · 
 Critérium du Dauphiné Libéré · 
 Ronde van Zwitserland · 
 Ploegentijdrit Eindhoven · 
 Ronde van Frankrijk · 
 Clásica San Sebastián · 
 Ronde van Duitsland · 
 Vattenfall Cyclassics · 
  ENECO Tour · 
 GP Ouest France-Plouay · 
 Ronde van Spanje · 
 Ronde van Polen · 
 Kampioenschap van Zürich · 
 Parijs-Tours · 
 Ronde van Lombardije